# マリー・フォン・ヴュルテンベルク (1799-1860)
マリー・フォン・ヴュルテンベルク（Marie von Württemberg, 1799年9月17日 - 1860年9月24日）は、ドイツ・ヴュルテンベルク王国の王族で、ザクセン＝コーブルク＝ゴータ公エルンスト1世の2番目の妃。

## 生涯
ヴュルテンベルク王フリードリヒ1世の弟アレクサンダーと、その妻でザクセン＝コーブルク＝ザールフェルト公フランツの娘アントイネッテの間の第1子、長女として生まれた。全名はアントイネッテ・フリーデリケ・アウグステ・マリー・アンナ（Antoinette Friederike Auguste Marie Anna）。幼児期はバイロイトのファンタジー宮殿に暮らしたが、父がロシア軍に勤務するようになったため家族でロシア帝国領に移住し、ミタウ（現在のイェルガヴァ）とサンクトペテルブルクの邸宅を行き来しながら育った。
1832年12月23日にコーブルクにおいて、母の実弟で15歳年上のザクセン＝コーブルク＝ゴータ公エルンスト1世と結婚した。披露宴はエーレンブルク城（Schloss Ehrenburg）で執り行われた。この結婚は1831年に死去したマリーの祖母（かつエルンストの母）アウグステが、マリーを粘り強く説得して成立させたものであった。この結婚により、エルンスト1世が先妻ルイーゼとの間にもうけた2人の息子、エルンスト（2世）とアルベルトとは従姉弟でありかつ義理の母子関係となった。
マリーは非常に洗練された女性で、文学、音楽、演劇や芸術に幅広い関心を持っていた。1840年に新築されたコーブルク宮廷劇場（Coburger Hoftheater）は、夫エルンスト1世からマリーへの41歳の誕生日プレゼントであった。作曲家フランツ・リストも1842年より何度かマリーの宮廷を訪れている。マリーは公妃としては珍しく、宮廷の従僕や召使たちの面倒も自分でみた。1836年にはゴータに設立された女子のための教育施設マリー学院（Gothaer Marien-Institut）の後援者となった。
1844年に夫と死別し、寡婦財産として譲られたラインハルトブルン城（Reinhardsbrunn）、フリードリヒスタール城（Schloss Friedrichsthal）、フリーデンシュタイン城（Schloss Friedenstein）で暮らした。1860年に死去し、コーブルクにあるグロッケンベルク墓地（Friedhof am Glockenberg）内の公爵家霊廟に埋葬された。